# Chemický posun
Chemický posun je změna rezonanční frekvence atomového jádra vůči standardu v magnetickém poli. Poloha a množství chemických posunů se využívá k určování struktur molekul. Objevují se v NMR, ale také například ve fotoemisní spektroskopii.
Některá atomová jádra mají magnetický moment (jaderný spin), který v magnetickém poli vytváří odlišné energetické hladiny a rezonanční frekvence. Celkové magnetické působící na jádro se skládá z místních polí indukovaných proudy elektronů v molekulových orbitalů (elektrony mají magnetický moment samy o sobě). Rozdělení elektronů u jader téhož druhu (například 1H, 13C, 15N) se mění na základě lokální geometrie (ovlivňované například navázanými skupinami, délkami vazeb, a vazebnými úhly), a lokálních magnetických polí jednotlivých jader. Tyto jevy ovlivňují energetické hladiny spinů, a tedy i rezonanční frekvence. Změny rezonančních frekvencí u daného jádra, vyvolávané změnami v rozdělení elektronů, se označují jako chemické posuny; jejich velikosti se udávají vůči referenčním frekvencím (referenčním vzorkům), které obvykle obsahují molekuly s minimálním narušením rozdělení elektronů.

## Operační frekvence
Operační (Larmorova) frekvence {\displaystyle \omega _{0}} magnetu (obvykle udávaná v MHz) se vypočítá pomocí Larmorovy rovnice:
{\displaystyle \omega _{0}=-\gamma B_{0},}
kde B0 je indukce magnetu (v jednotkách tesla (T)), a {\displaystyle \gamma } je gyromagnetický poměr jádra—konstanta určovaná podrobnostmi ve struktuře každého jádra; například Larmorova frekvence protonu při indukci 1 T činí:
{\displaystyle \omega _{0}=-4,258\cdot 10^{7}~{\frac {\text{Hz}}{\text{T}}}\times 1,000~{\text{T}}=-42,58~{\text{MHz}}}
Přístroje pro MRI se často popisují prostřednictvím indukcí jejich polí B0 (například "7 T"), zatímco NMR spektrometry pomocí Larmorových frekvencí protonů (například "300 MHz", hodnota odpovídající B0 7 T). Chemické posuny se s různými indukcemi polí nemění, ale separační frekvence v hertzích závisí na B0; rozdíl chemických posunů mezi dvěma signály (v ppm) poté odpovídá u přístrojů s vyšší B0 většímu počtu hertzů a pravděpodobnost překryvu signálů je menší. Takto zlepšené rozlišení přináší výhodu pro analýzu.

## Označování chemických posunů
Chemické posuny δ se obvykle udávají v ppm frekvence, ze které se vypočítávají.
{\displaystyle \delta ={\frac {\nu _{\text{sample}}-\nu _{\text{ref}}}{\nu _{\text{ref}}}},}
kde νsample je absolutní rezonanční frekvence vzorku a νref absolutní rezonanční frekvence standardní referenční sloučeniny, měřené ve stejně silném magnetickém poli B0. Protože se čitatel obvykle vyjadřuje v Hz a jmenovatel v MHz, tak je obyklou jednotkou δ ppm.
Detekované frekvence (v Hz) u 1H, 13C, a 29Si se obvykle udávají vůči tetramethylsilanu, kyselině trimethylsilylpropanové, nebo 3-(trimethylsilyl)propan-1-sulfonátu sodném (DSS), které pak mají podle definice chemický posun nulový. Pro jiná jádra se používají odlišné referenční sloučeniny.
NMR signál pozorovaný o 300 Hz výše než u tetramethylsilanu, který má rezonanční frekvenci 300 MHz, tak odpovídá chemickému posunu
{\displaystyle {\frac {300~{\text{Hz}}}{300\times 10^{6}~{\text{Hz}}}}=1\times 10^{-6}=1~{\text{ppm}}.}
Přestože absolutní rezonanční frekvence záleží na použitém magnetickém poli, tak chemický posun na něm nezáleží; silnější magnetické pole ale přináší lepší rozlišení NMR.

### Referenční metody
Referenční metody pro NMR lze rozdělit na nepřímé a přímé. Při nepřímých se ke správnému určení chemického posunu používá jiný kanál než zkoumaný, například signál rozpouštědla v deuteriovém kanálu a 1H NMR spektrum. Nepřímé i přímé referencování lze provést jedním ze tří způsobů:
1. Vnitřní referencování, kdy se srovnávací sloučenina přidává přímo do zkoumaného systému."[4] Při tomto postupu se signály rozpouštědla v 1H nebo 13C NMR spektrech sladí s kalibračními hodnotami.[5] Pokud se pro vnitřní referencování používá jiná látka než samotné rozpouštědlo, tak lze vzorek zkombinovat s referenční sloučeninou, což může ovlivnit hodnoty zaznamenaných posunů.
2. Vnější referencování, kdy se zkoumaný a referenční vzorek každý vloží do oddělené válcovité nádoby.[4] Při tomto postupu je u zkoumaného spektra stále patrný referenční signál, i když jsou oba vzorky odděleny skleněnou stěnou. Rozdíly magnetické susceptibility mezi vzorky se musí opravovat teoreticky,[4] což činí takovouto analýzu méně praktickou.
3. Substituční metoda: Při vzájemném oddělení vzorku a referenční sloučeniny jsou spektra každého z nich zaznamenávána zvlášť.[4] Podobně jako u vnějšího referencování tato metoda umožňuje vyhnout se kontaminaci vzorku. Potíže se mohou objevit, jestliže se pro referenční sloučeninu a vzorek použijí odlišná rozpouštědla, pak je třeba teoreticky srovnat odlišné magnetické susceptibility.[4][6]

Moderní NMR spektrometry obvykle používají absolutní stupnici, která definuje 1H signál tetramethylsilanu (TMS) jako 0 ppm a udává frekvence jader jako procenta rezonanční frekvence TMS 
{\displaystyle \Xi [\%]=100\times {\frac {\upsilon _{X}^{\text{obs}}}{\upsilon _{\text{TMS}}^{\text{obs}}}}.}
Použití deuteriového kanálu, kdy jako vnitřní reference slouží signál 2H deuterovaného rozpouštědla a hodnota Ξ na absolutní stupnici, je užitečné pro heteronukleární NMR spektroskopii, kdy lokální referenční sloučeniny nemusí být dostupné nebo snadno snadno použitelné (příkladem může být kapalný amoniak pro 15N NMR). Tento systém ovšem vyžaduje přesné určení chemických posunů u 2H NMR a hodnot Ξ. V jedné studii ohledně 19F NMR se ukázalo, že použití absolutní stupnice vede k chybám v hodnotách chemických posunů. Tuto překážku je možné překonat použitím kalibrovaných referenčních sloučenin.

## Indukovaná magnetická pole
Elektrony obíhající kolem jádra v magnetickém poli vytvářejí indukovaná magnetická pole, která mají (podle Lenzova zákona) opačné znaménko a atomy s většími indukovanými poli (tedy většími elektronovými hustotami) jsou tak oproti těm s menšími poli stíněny; například alkylové skupiny dodávající elektrony, vedou ke zvýšené míře stínění, zatímco skupiny odtahující elektrony, například nitroskupiny, stínění jader potlačují. Na stínění mohou mít vliv také vazebné elektrony, například u vazeb pí v benzenu kruhové proudy v hyperkonjugovaných systémech způsobují zvýšení stínění na středech molekul a jeho potlačení na okrajích.
Jádra mohou rezonovat v širokých pásmech nalevo (ojediněle též napravo) od standardů. K větším chemickým posunům může vést:
- Slabší magnetické pole, je-li rezonanční frekvence stálá.
- Vyšší frekvence, jestliže je magnetické pole stálé.
- Menší stínění jádra.

## Diamagnetické stínění
V reálných molekulách jsou protony obklopeny oblakem nábojů vytvářených sousedícími vazbami a atomy. V magnetickém poli (B0) elektrony obíhají a vytvářejí indukované pole (Bi) se znaménkem opačným oproti použitému poli. Efektivní hodnota pole působícího na jádro je B = B0 − Bi. Tento jev se označuje jako diamagnetické stínění.

## Faktory ovlivňující chemické posuny

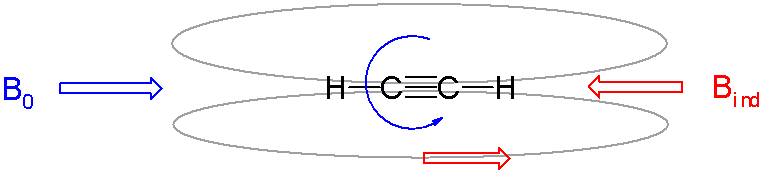
Indukovaná magnetická pole alkynů ve vnějších polích, se siločárami znázorněnými šedě

Významný vliv na velikosti chemických posunů mají elektronová hustota, elektronegativity sousedících skupin, a efekty anizotropních magnetických polí.
Elektronová hustota stíní jádro od vnějšího pole; například při protonové NMR tropyliový kation, chudý na elektrony, posouvá protony dolů o 9,17 ppm, zatímco na elektrony bohatý cyklooktatetraenylový anion nahoru na to 6,75 ppm a odpovídající dianion na 5,56 ppm.
Jádro v blízkosti elektronegativního atomu vykazuje menší elektronovou hustotu. Při protonové NMR methylhalogenidů (CH3X) se chemický posun methylových protonů zvyšuje v řadě I < Br < Cl < F z 2,16 ppm na 4,26 ppm. Při 13C NMR se chemické posuny zvyšují obdobným působením z přibližně −10 ppm na 70 ppm. Odstraňováním elektronegativních atomů se tento jev oslabuje až zcela zmizí.
Anizotropní indukovaná magnetická pole vznikají jako důsledky indukovaných magnetických polí vytvářených obíhajícími elektrony; mohou mít znaménka shodná s použitými poli a být paramagnetická, nebo být diamagnetická, mají-li opačná znaménka. Siločáry indukovaných magnetických polí u alkenů jsou na protonech rovnoběžné s těmi u vnějších polí, což vede k posunu dolů o 4,5 ppm až 7,5 ppm. Trojrozměrný prostor diamagnetického pole má kuželovitý tvar.

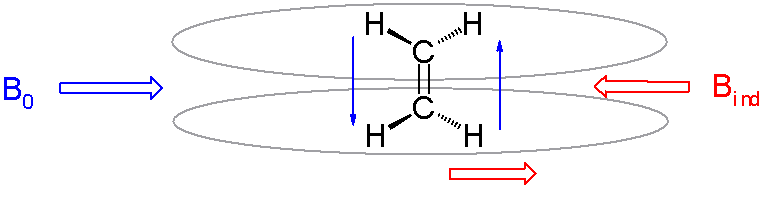
Indukovaná magnetická pole alkenů ve vnějších magnetických polích; siločáry jsou znázorněny šedě

Protony u aromatických sloučenin jsou v důsledku diamagnetických kruhových proudů posunuté dolů ještě více, u benzenu činí posun 7,73 ppm.
Alkynové protony rezonují mezi 2 a 3 ppm. U alkynů je nejefektivnější orientací vnější pole rovnoběžné s elektrony obíhajícími kolem trojných vazeb.

## Magnetické vlastnosti běžných jader
1H a 13C nejsou jediná jádra vhodná pro NMR analýzu, tímto způsobem lze detekovat i řadu dalších nuklidů; ty se však analyzují méně často, protože příslušné metody mívají menší citlivost než u 1H, dané prvky se také v organických sloučeninách vyskytují vzácněji.
| Izotop | Přirozený výskyt (%) | Spinové číslo I | Magnetický moment μ (μN) | Elektrický kvadrupólový moment (e × 10−24 cm2) | Larmorova frekvence při 7 T (MHz) | Relativní citlivost |
| ------ | -------------------- | --------------- | ------------------------ | ---------------------------------------------- | --------------------------------- | ------------------- |
| 1H     | 099,984              | 1/2             | −2,79628                 | −0                                             | 300,13                            | 1                   |
| 2H     | 000,016              | 1               | −0,85739                 | −0,0028                                        | 046,07                            | 0,0964              |
| 10B    | 018,8                | 3               | −1,8005                  | −0,074                                         | 032,25                            | 0,0199              |
| 11B    | 081,2                | 3/2             | −2.6880                  | −0.026                                         | 096.29                            | 0,165               |
| 12C    | 098,9                | 0               | −0                       | −0                                             | 000                               | 0                   |
| 13C    | 001.1                | 1/2             | −0,70220                 | −0                                             | 075,47                            | 0,0159              |
| 14N    | 099,64               | 1               | −0,40358                 | −0,071                                         | 021,68                            | 0,00101             |
| 15N    | 000,37               | 1/2             | −0,28304                 | −0                                             | 030,41                            | 0,00104             |
| 16O    | 099,76               | 0               | −0                       | −0                                             | 000                               | 0                   |
| 17O    | 000.0317             | 5/2             | −1,.8930                 | −0,0040                                        | 040,69                            | 0,0291              |
| 19F    | 100                  | 1/2             | −2.6273                  | −0                                             | 282,40                            | 0,834               |
| 28Si   | 092,28               | 0               | −0                       | −0                                             | 000                               | 0                   |
| 29Si   | 004,70               | 1/2             | −0,5548                  | −0                                             | 059,63                            | 0,0785              |
| 31P    | 100                  | 1/2             | −1,1205                  | −0                                             | 121,49                            | 0,0664              |
| 35Cl   | 075,4                | 3/2             | −0,92091                 | −0,079                                         | 029,41                            | 0,0047              |
| 37Cl   | 024,6                | 3/2             | −0,68330                 | −0.062                                         | 024,48                            | 0,0027              |

Pěticí jader s největším významem pro NMR jsou 1H, 13C, 15N, 19F a 31P:
- 1H má vysokou citlivost a je v organických sloučeninách hojně rozšířen.
- 13C je základní složkou všech organických sloučenin, vyskytuje se vzácněji (1,1 %) než 12C, který má ale nulový spin a je tak při NMR neaktivní.
- 15N je obsažen v mnoha biomolekulách, mimo jiné bílkovinách a DNA.
- 19F vykazuje vysokou relativní citlivost.
- 31P se vyskytuje ve velkém počtu sloučenin a vykazuje dobrou relativní citlivost.

## Úpravy chemických posunů
Lepšího rozlišení a poměru signálu k šumu je možné dosáhnout použitím silnějšího magnetického pole, v některých případech jsou ale vhodnější slabší pole; ta mají výhody například při zkoumání chemických výměn, kde větší rychlost výměny při daném poli způsobuje rozšiřování jednotlivých signálů.

## Jiné chemické posuny
U čistých kovů se vyskytuje Knightův posun (poprvé popsaný v roce 1949) a u methylenových skupin se uplatňuje Shooleryovo pravidlo. Jiné druhy chemických posunů nastávají v rentgenové fotoelektronové spektroskopii, kde se jedná o posuny energií atomových jader vytvářené v různých chemických prostředích. Pojem chemický posun se také používá v Mössbauerově spektroskopii, kde se podobně jako u NMR vytvářejí v důsledku odlišností v rozdělení elektronové hustoty kolem atomových jader.

### Externí odkaazy
- chem.wisc.edu
- BioMagResBank
- Tabulka NMR
- Protonové chemické posuny
- Uhlíkové chemické posuny